# Балакин, Фёдор Никитович
Фёдор Никитович Балакин (23 мая 1907, Загоречи — 23 апреля 1969, Днепропетровск) — советский промышленный деятель, директор Нижнеднепровского трубопрокатного завода имени Карла Либкнехта Днепропетровской области. Депутат Верховного Совета УССР 3-го созыва.

## Биография
Родился 23 мая 1907 года в селе Загоречи (ныне в Калужской области) в семье рабочего. Трудовую деятельность начал в 1924 году литейщиком мартеновского цеха металлургического завода имени Петровского в городе Екатеринославе.
Член ВКП(б) с 1928 года.
В 1930 году окончил Днепропетровский металлургический институт. В 1930—1932 годах — аспирант кафедры металлургии стали Днепропетровского металлургического института.
В 1933—1934 годах — инженер, начальник смены Днепропетровского металлургического завода имени Ленина.
В 1934—1936 годах — служба в Красной армии.
В 1936—1939 годах — начальник смены Днепропетровского металлургического завода имени Ленина. В августе 1939—1941 годах — начальник мартеновского цеха Нижнеднепровского трубопрокатного завода имени Карла Либкнехта города Днепропетровска.
Во время Великой Отечественной войны был эвакуирован в восточные районы СССР. В 1941—1943 годах — начальник мартеновского цеха, секретарь заводского партийного комитета ВКП(б) Выксунского металлургического завода Горьковской области РСФСР.
В 1943—1951 годах — директор Нижнеднепровского трубопрокатного завода имени Карла Либкнехта города Днепропетровска.
В 1951—1963 годах — начальник Главного управления материально-технического снабжения Министерства чёрной металлургии СССР; на руководящих должностях в Министерстве чёрной металлургии Украинской ССР.
В 1963 — январе 1966 года — 1-й заместитель председателя Приднепровского Совета народного хозяйства.
В январе 1966 — апреле 1969 года — заместитель министра чёрной металлургии Украинской ССР.
Умер 23 апреля 1969 года в Днепропетровске.

## Награды
- орден Ленина;
- четырежды орден Трудового Красного Знамени;
- медали.